# Eevi Huttunen
 Eevi Maria Huttunen, född 23 augusti 1922 i Karttula, död 3 december 2015 i Kuopio, var en finländsk skridskoåkare.
Huttunen blev olympisk bronsmedaljör på 3 000 meter vid vinterspelen 1960 i Squaw Valley.